# Acomys cineraceus
Acomys cineraceus es una especie de roedor de la familia Muridae.

## Distribución geográfica
Se encuentra en Etiopía, Kenia, Sudán y Uganda.
Su hábitat natural son: Sabanas áridas, áreas húmedas, rocosas, las tierras de cultivo y jardines rurales.